# Keith Mitchell
Keith Claudius Mitchell (Happy Hill, 12 novembre 1946) è un politico ed ex-crickettista grenadino, primo ministro del suo paese dal 20 febbraio 2013, incarico che aveva già ricoperto ininterrottamente dal 22 giugno 1995 al 9 luglio 2008. In passato è stato un crickettista di alto livello.

## Carriera politica
È, dal 1989, leader del Nuovo Partito Nazionale di Grenada, che ha vinto le elezioni del 1995, 1999 e 2003 (queste ultime per un solo seggio).
Mitchell è stato eletto alla camera bassa per la prima volta nel 1984, venendo poi sempre rieletto. È stato ministro alle Comunicazioni, ai trasporti, al lavoro, all'aviazione civile e all'energia dal 1984 al 1988, e ministro alle Comunicazioni, al lavoro, all'aviazione civile, alla cooperazione e agli affari femminili dal 1988 al 1989.
Dal 1989 al 1995 il suo partito è rimasto all'opposizione, vincendo poi le elezioni del 1995: dal 22 giugno di quell'anno e fino al 9 luglio 2008, quando il suo partito ha subito una pesante sconfitta elettorale, Mitchell ha ricoperto la carica di primo ministro. Gli è succeduto Tillman Thomas.
Ha presieduto la conferenza dei Capi di Governo del CARICOM dal 1998 al 2004.
Dal 20 febbraio 2013 è tornato nell'incarico di primo ministro.

## Carriera sportiva
Mitchell ha giocato a cricket, vestendo anche la maglia della nazionale tra il 1964 e il 1966. È ancora assai legato a questo sport, tanto da aver ideato un programma di sviluppo e da presiedere durante il suo mandato da primo ministro il subcomitato CARICOM per il cricket.